# 湧泉谷地區議會
湧泉谷地區議會（羅馬化：Mo'atza Azorit Emek HaMa'ayanot）是一個位於以色列北部區的地區議會，其管轄著26個村莊。湧泉谷地區議會的北邊接著北約旦河谷地區議會、西邊與基利波地區議會接壤、東部與和約旦的國界约旦河相接、南邊則與約旦河西岸地區的兩個定居點地區議會—南約旦河谷和撒馬利亞地區議會相連，而城市貝特謝安就被包圍在其中。
湧泉谷地區議會在1949年成立時的原名叫貝特謝安谷地區議會（羅馬化：Mo'atza Azorit Bik'at Beit She'an），以其所在的貝特謝安谷為名，直到2008年為了刺激觀光業發展，在得到政府命名委員會准許下改名成貝特謝安谷的綽號湧泉谷（羅馬化：Emek HaMa'ayanot）。

## 地理

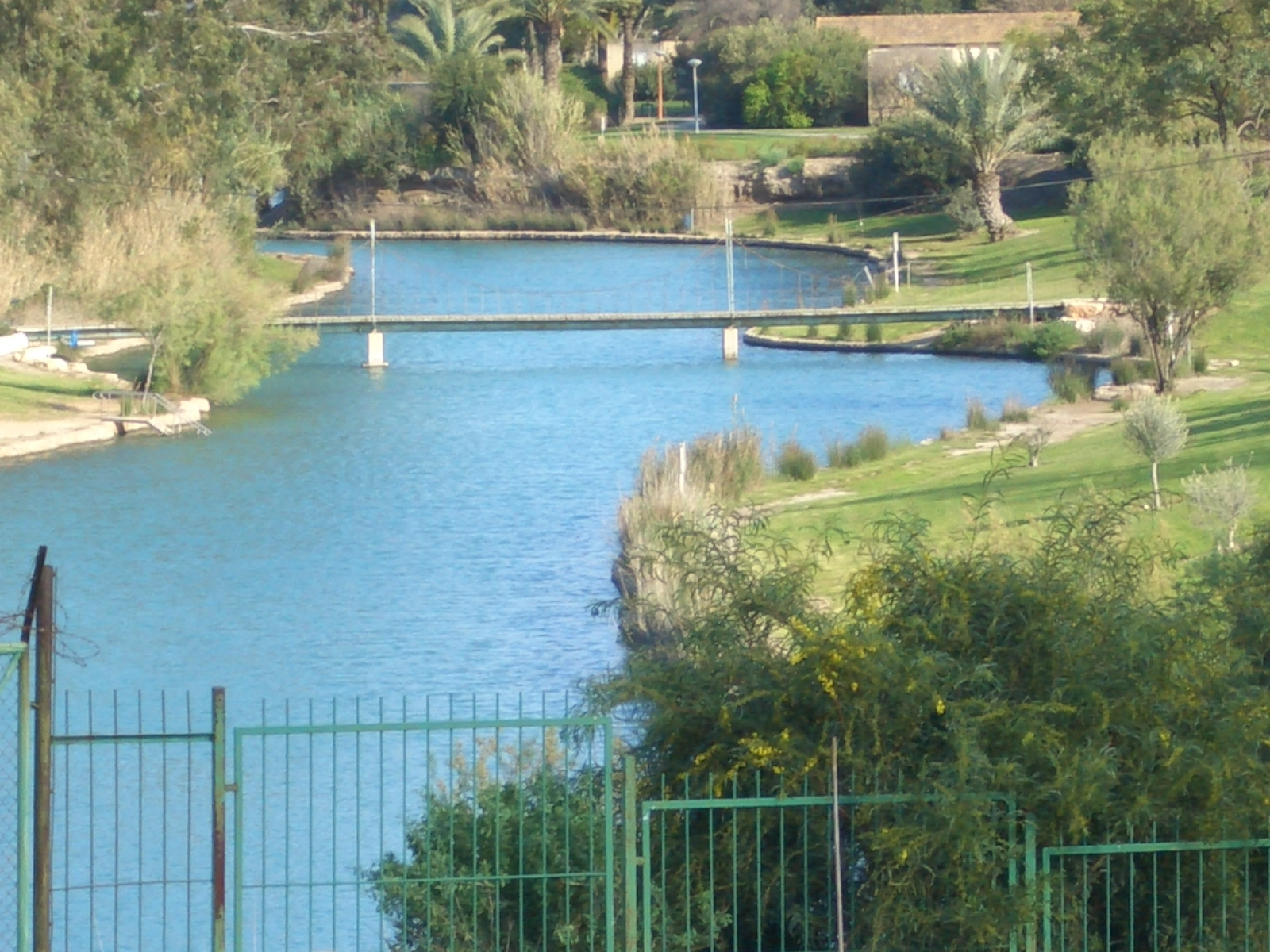
貝特謝安谷的諸多湧泉之一，攝於阿瑪爾溪附近。

湧泉谷地區議會的轄區除了貝特謝安谷外，還有一部份位在哈羅德谷和基利波山脈。貝特謝安谷知名於擁有諸多湧泉，並有許多從周遭山地發源的河流流經此處，如基布茲溪、阿瑪爾溪（哈西河）、哈羅德溪、以薩迦溪、塔佛溪等。雖然此地大多數的湧泉為不能直接飲用的鹹水，但仍為此地區的居民提供了日常用水，還有盡管位近加利利海，此地區無權使用其水資源。

## 歷史

### 以色列建國前
貝特謝安谷自古以來甚至更早就有人居住。在鄂圖曼帝國統治時期，貝特謝安谷中的人口絕大多數是阿拉伯穆斯林，主要從事農業和畜牧業，生產穀物、蔬菜、柑橘、牛奶和羊毛，並在拜散村（如今的貝特謝安市）販賣。拜散村也有少數猶太人居住（據1922年的人口普查顯示約有41人），據推測他們來自提比里亞，但抵達時間不明。拜散村的猶太人主要從事商業和手工藝，並與當地阿拉伯人達成互敬友好的關係。此地區最早的猶太定居點建立於1901年，即日後的莫沙瓦梅那赫米亞。
第一次世界大戰後隨著鄂圖曼帝國瓦解，巴勒斯坦地区於1920年被英國託管，而如今湧泉谷地區議會的轄區則被劃歸託管地拜散分區管轄。貝特謝安谷地區的土地在鄂圖曼時期均為國有，但其絕大部分土地在託管地高級專員赫伯特·塞缪尔的親阿拉伯政策下被賣給了當地阿拉伯人，只有少數土地被賣給猶太人和德國聖殿協會做為農業用地。到了1929年，巴勒斯坦土地開發公司開始有系統性地從阿拉伯人收購貝特謝安谷的土地，並通過經濟或土地補償的方式將阿拉伯人遷往別處，公司接著將購得的土地轉移給犹太国家基金管理，並由周遭猶太定居點（如艾因哈羅德和貝特阿爾法）的農戶們進行開發。整個購地計劃進行順暢，直到反對猶太人移民與購地的1936年巴勒斯坦阿拉伯人大起义爆發，英國政府為安撫阿拉伯人而出台的1939年白皮书使購地計劃陷入癱瘓。
在大起義打斷購地計劃期間，猶太人轉而採取「塔与栅栏」策略來在購地上建立新定居點，藉由一夜建成的建築來對抗阿拉伯人的攻擊和規避緊縮的託管地建築法規。從1936年大起義爆發至1939年結束，猶太人靠此策略在如今湧泉谷地區議會的轄區中建立了10個新定居點：尼爾大衛、斯德納胡姆、貝特約瑟夫、提拉茲維、馬歐茲海姆、內維伊坦、魯平村、梅西洛特、斯德以利亞胡和蓋舍爾。

### 第一次中東戰爭
在戰爭爆發前的猶太人與阿拉伯人的關係日漸惡化，負責保護猶太人安全的哈加拿自衛軍經常遭受阿拉伯武裝組織的突襲，造成的人命損失也讓兩族關係雪上加霜。1947年11月29日，隨著聯合國大會第181號「以阿分治巴勒斯坦」決議通過，導致第一次中东战争爆發，阿拉伯武裝組織在阿拉伯军团的支持下對貝特謝安谷地區的猶太定居點發動攻擊，並在拜散和通往這些定居點的交通要道上設下路障。由穆罕默德·薩法（Muhammad Safa）率領的阿拉伯解放軍於1948年2月16日進攻提拉茲維，但在哈加拿軍的反擊以及戈蘭尼旅的支援下被重創。阿拉伯軍的潰敗引發貝特謝安谷地區阿拉伯住民的恐慌並開始逃離家鄉。
同一時間，猶太方開始實施「D計畫」，以擴張猶太領土來為以色列建國做準備。1948年4月21日，帕拉玛赫伊夫塔赫旅旗下的「山谷營」在戈蘭尼旅和亞歷山德羅尼旅的支援下，對位在貝特謝安谷地區交通要道上的巴勒斯坦村莊澤拉埃因兩面襲擊。隨著以色列即將在1948年5月14日宣示獨立，哈加拿研判貝特謝安谷地區最有可能受到阿拉伯聯軍的攻擊，於是擬定並發動了「基甸行動」，指派戈蘭尼旅佔領包含拜散在內的整個貝特謝安谷地區。
就如哈加拿推測的一樣，基布茲蓋舍爾先後遭到阿拉伯軍團（4月27日至4月29日）和伊拉克先遣部隊（5月15日至5月22日）的攻擊，但均被基布茲居民和戈蘭尼旅駐守人員擊退。隨著澤拉埃因於5月28日深夜被戈蘭尼旅順利佔領，成功疏通了通往貝特謝安谷地區中心地帶的道路。除了以上事件和伊拉克空軍戰略轟炸了基布茲梅西洛特外，阿拉伯聯軍在戰爭後期就沒有再對貝特謝安谷地區發動攻擊了。

### 戰爭過後
在第一次中東戰爭結束後，貝特謝安谷地區議會於1949年成立來輔助轄下村莊的重建工作以及修建基礎建設，如建設自來水廠和鋪設道路。阿拉伯居民在戰爭期間的出走也讓貝特謝安谷地區開始接收大批的猶太移民，多數來自庫德斯坦、伊拉克和摩洛哥。雖然貝特謝安谷地區與阿拉伯聯軍成員國約旦只以一河相隔，但在接下來的六日戰爭並沒有戰事在此地發生，在戰爭前後只有零星來自約旦的武裝游擊破壞公共財產或在道路上布雷而已。
然而在建國戰爭後享有19年和平的貝特謝安谷地區在埃以消耗战争期間卻接連受到攻擊：1967年6月19日，基布茲蓋舍爾的附近發現了一個引爆裝置；同年8月6日，一輛馬歐茲海姆與魯平村之間的卡車被武裝組織伏擊。至此貝特謝安谷地區開始受到約旦軍隊的炮火轟炸以及巴勒斯坦武裝組織的恐怖攻擊。為了應對此情況，議會居民開始在路上布雷、建造防空避難所，同時居民們強烈要求在六日戰爭中佔領戈蘭高地的北方司令部進攻並佔領約旦北部的基列地區，以阻止約旦和伊拉克的炮兵部隊繼續攻擊議會地區。在這段期間，以色列政府開始鼓勵在約旦河谷西岸佔領地廣建納哈爾定居點，這些定居點在南約旦河谷地區議會建立前的所有民生服務均由貝特謝安谷地區議會提供。
1980年代後期隨著第一次巴勒斯坦大起義爆發，貝特謝安谷地區經歷了數起巴勒斯坦恐怖主義襲擊事件，包含農業恐怖行動與縱火。1989年，貝特謝安谷地區議會用小型飛機在北撒馬利亞地區法库阿和賈爾本一帶空投宣傳海報來警告巴勒斯坦居民不允許發動恐怖攻擊行為。時任議會首長伊加爾·沙哈爾（יגאל שחר / Yigal Shachar）也曾要求以色列農業部和財政部承認貝特謝安谷地區為邊疆定居點，來讓當地受害居民能夠申請補償。以色列警察、邊境警衛隊和犹太国家基金成員於1990年開展了「狐尾草行動」（"מבצע "זנב שועל），旨在消除貝特謝安谷地區的縱火襲擊。
2004年4月，隨著貝澤克河-塞勒姆段西岸隔離牆的完工，地區議會失去了與部分位於基利波山區的村莊的直接道路，變成得通過巴勒斯坦自治政府管轄的路段才能到達。

## 轄下村莊

### 基布兹
- 艾因哈內茲夫（英语：Ein HaNetziv）
- 蓋舍爾（英语：Gesher, Israel）
- 哈瑪迪亞（英语：Hamadia）
- 魯平村（英语：Kfar Ruppin）
- 馬勒基利波（英语：Ma'ale Gilboa）
- 馬歐茲海姆（英语：Maoz Haim）
- 梅拉夫（英语：Meirav）
- 梅西洛特（英语：Mesilot）
- 內維伊坦（英语：Neve Eitan）
- 內維烏爾（英语：Neve Ur）
- 尼爾大衛（英语：Nir David）
- 雷沙菲姆（英语：Reshafim）
- 斯德以利亞胡（英语：Sde Eliyahu）
- 斯德納胡姆（英语：Sde Nahum）
- 舒路霍特（英语：Shluhot）
- 提拉茲維

| - 貝特約瑟夫 - 雷霍夫 - 雷維亞 - 史德伊特魯莫特 - 亞爾德那 | - 特爾特歐明 - 梅塔爾（興建中） | - 梅那赫米亞 | - 馬爾基舒亞 |

## 外部連結
- 官方网站 （希伯來語）